# Richard Tyson
Richard Martin Tyson (13 de febrero de 1956) es un actor estadounidense nacido en Mobile, Alabama.
Su rol más prominente fue el del villano Cullen Crisp en Kindergarten Cop, coprotagonizada con Arnold Schwarzenegger. También interpretó al matón escolar Buddy Revell en la comedia de 1987 Three O'Clock High. Tyson aparece en las películas de los hermanos Farrelly Kingpin, Me, Myself & Irene y There's Something About Mary.

## Filmografía seleccionada

### Cine
- Three O'Clock High (1987)
- Two Moon Junction (1988)
- Kindergarten Cop (1990)
- Kingpin (1996)
- Time Under Fire (1997)
- There's Something About Mary (1998)
- Me, Myself and Irene (2000)
- Martial Law (2000)
- Black Hawk Down (2001)
- Battlefield Earth (2000)
- Hayride (2012)[3][4]

### Televisión
- 1988 - Disneyland
- 1989 - Hardball
- 1992 - Red Shoe Diaries
- 1997 - The Sentinel
- 1998 - Buddy Faro
- 2003 - Boomtown
- 2006 - CSI: NY
- 2009 - The Closer